# Теоктист (префект на Египет)
Вижте пояснителната страница за други личности с името Теоктист.
Теоктис (на латински: Theoctistus) e римски политик по времето на крал Одоакър и източно римския император Зенон, префект на римската провинция Египет през 478 – ок. 480 г. Той заема тази служба след Антемий (477 г.) и е сменен от Теогност (482 г.).